# Pizza siciliana

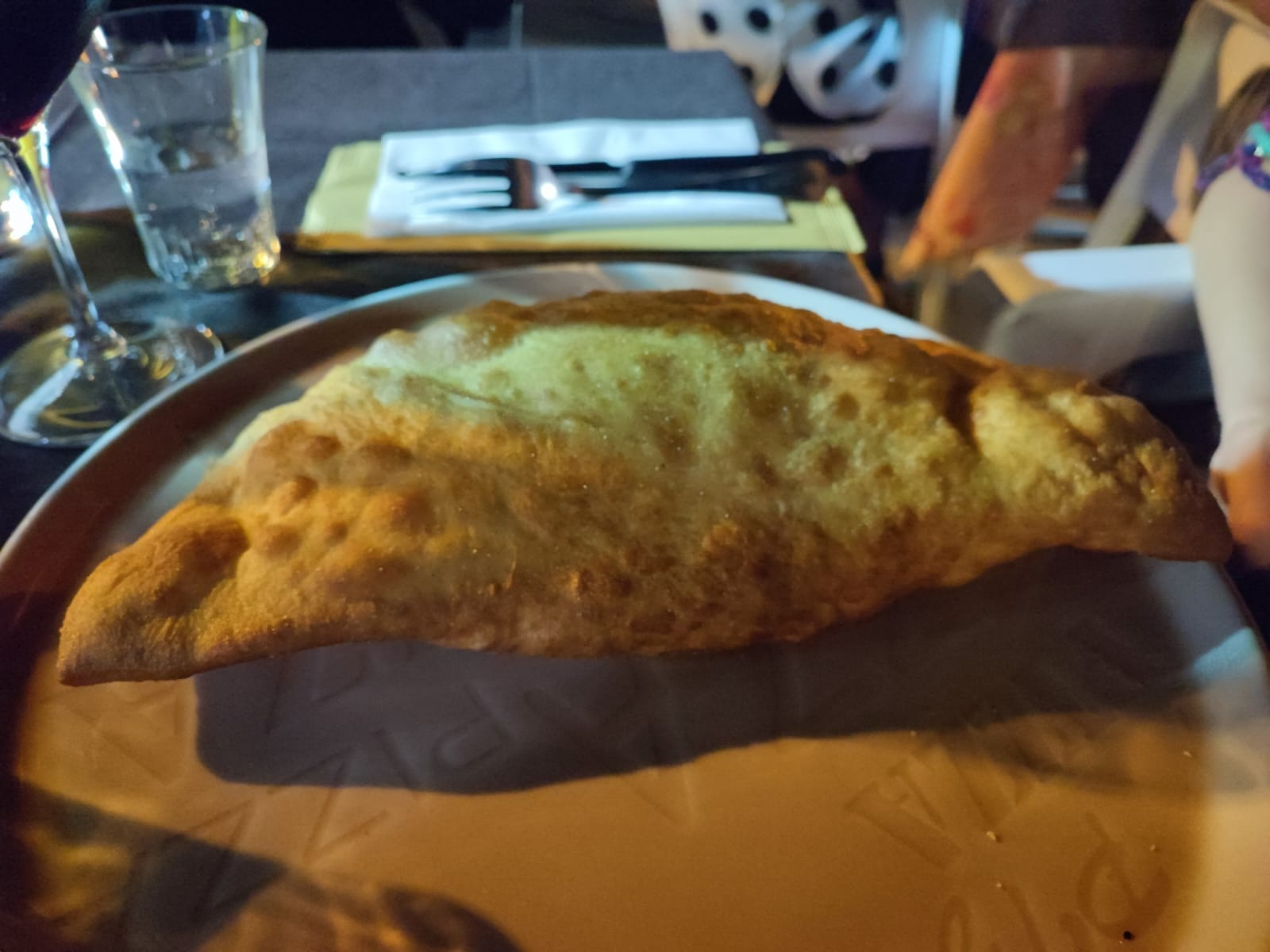
La Siciliana fritta dei paesi etnei

L'espressione pizza siciliana si riferisce a un insieme di modi per la preparazione della pizza. 
Con i fenomeni di emigrazione che hanno toccato la popolazione siciliana in particolare all'inizio del XX secolo, alcune ricette sono sbarcate anche in altre nazioni mantenendo in parte le loro caratteristiche originarie, così ad esempio nel New Jersey si indica col termine inglese sicilian pizza la versione italoamericana dello sfincione.

## Pizze siciliane

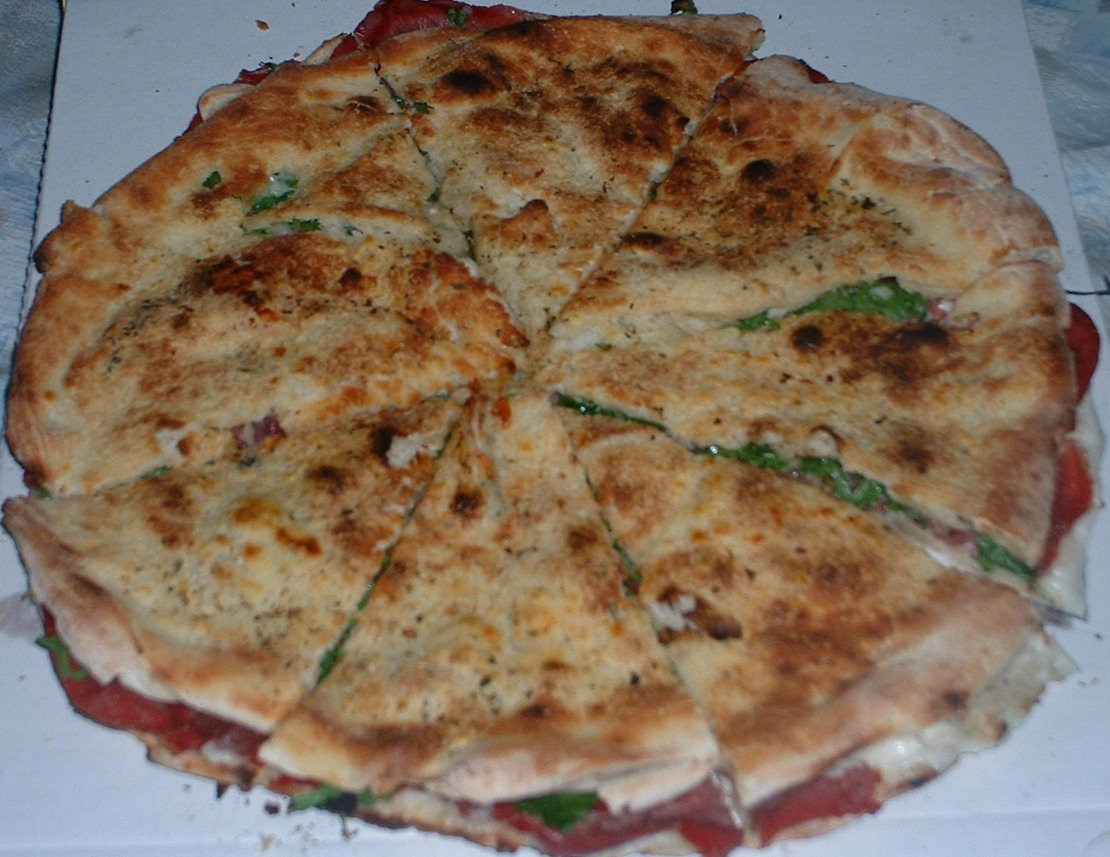
Un pizzolo

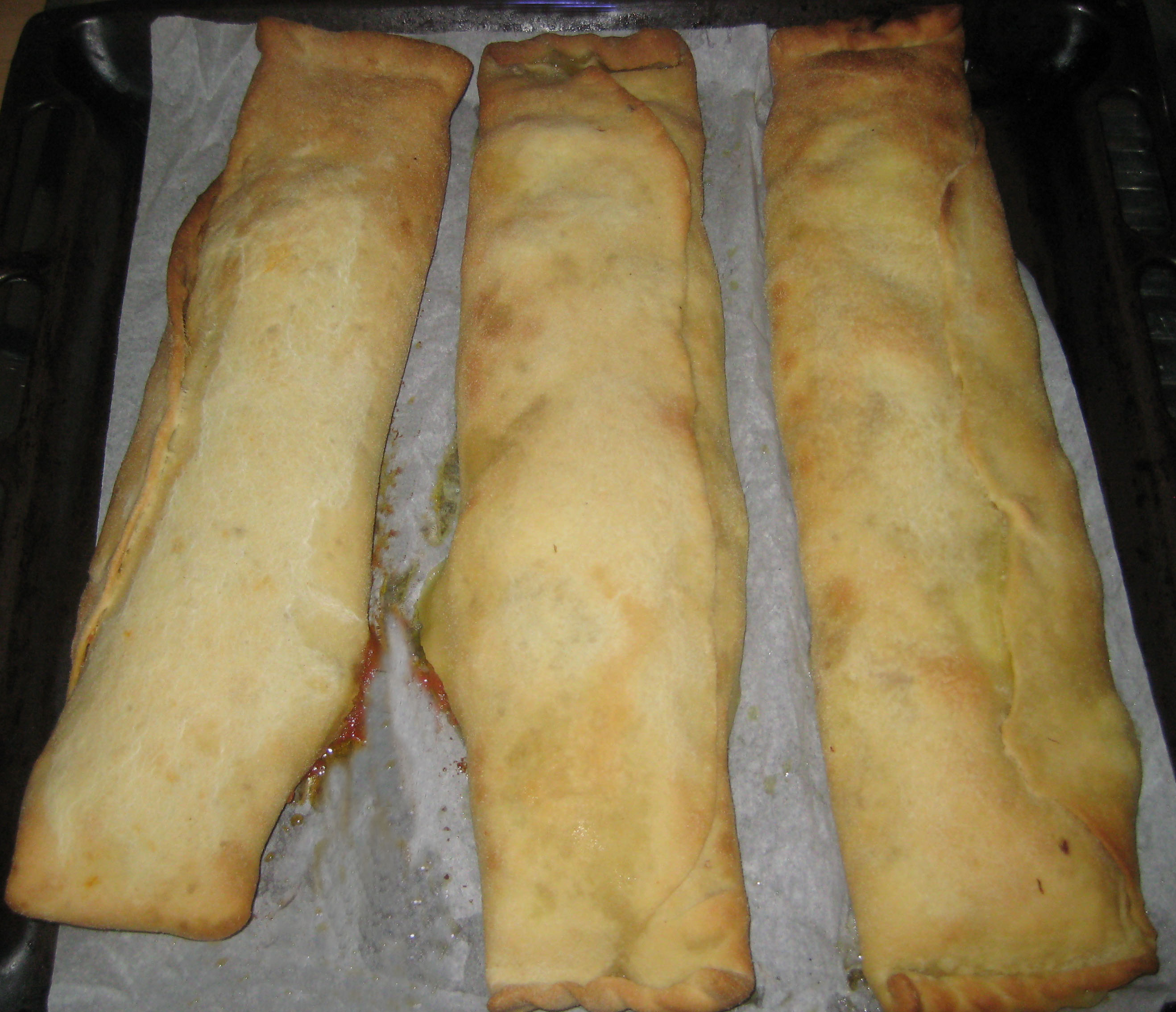
Una teglia di scacce

A Palermo è molto diffuso lo sfincione (in siciliano sfinciuni), una pizza al taglio venduta sia nelle rosticcerie sia dagli ambulanti a base di pomodoro, cipolla, acciughe sotto sale, pangrattato e caciocavallo.
Nella provincia di Catania, da una tradizione che risale alla fine del XVII secolo, deriva la scacciata, molto simile a un calzone o a una pizza a due strati, che prevedeva due differenti versioni originali: a Catania a base di caciocavallo e acciughe dissalate, nel suo hinterland con broccoli, cavolfiori, patate lesse e addirittura carne speziata (salsiccia o brasato). Nelle friggitorie catanesi, ma diffuse anche altrove (tra cui a Siracusa dove però si chiamano zeppole), troviamo i crispeddi (crispelle), una specie di frittella ripiena con acciughe dissalate o ricotta; le crispelle, diffuse anche fuori città, vengono declinate in altre forme e ricette. Sempre nel catanese, specificatamente nei paesi dell'Etna (in particolare Viagrande e Zafferana Etnea), è diffusa la pizza siciliana fritta, chiamata semplicemente siciliana, un calzone fritto che nella versione più tipica prevede un ripieno di tuma o primosale (pepato fresco), cipolla fresca, acciughe, pepe; sono possibili anche altre combinazioni come quella, più moderna, tuma o primosale e prosciutto. 
Nella provincia di Messina si prepara "u pituni missinisi", una variante del calzone ripieno d'indivia, caciocavallo, pomodoro e acciughe salate. Accanto a esso si trova la focaccia alla messinese che, nella sua versione originale, ha gli stessi ingredienti.
A Licata, in provincia di Agrigento, si prepara la fàuzza, una pizza condita con pomodoro, sarde salate, pecorino grattugiato, aglio e basilico.
Nella provincia di Caltanissetta e nell'area confinante della provincia di Agrigento si prepara la fuata, una pizza condita con pomodoro, sarde salate, pecorino grattugiato e origano.
Nella provincia di Trapani esiste la rianata a base di aglio, pecorino, molto origano e acciughe salate, con la variante rianella che prevede l'aggiunta della mozzarella.
Nella provincia di Siracusa, specialmente a Solarino e a Sortino, si produce il pizzolo (in siciliano pizzòlu), una pizza ripiena e chiusa in superficie da uno strato condito con origano, peperoncino e parmigiano o grana grattugiato, di cui esiste anche la versione dolce che solitamente prevede la crema o la granella di pistacchio, la nutella, e soprattutto il miele di Sortino. Altri nomi invece troviamo nel distretto di Eloro: solo ad Avola la scacciata è una pizza con delle strisce di impasto sopra chiamate lenze, il risultato è una pizza di base salsa di pomodoro e formaggio che somiglia a una crostata nella forma. A Noto, la lumera è invece una pizza di impasto simile alla scacciata ma con una forma originale, dove i bordi vengono girati creando una sorta di esagono, classico anche qui il condimento di passata di pomodoro e formaggio pecorino o caciocavallo ragusano. Ad Augusta il cudduruni è una pizza in teglia che ricorda lo sfincione palermitano, condita con salsa di pomodoro, cipolla, pecorino grattugiato e talvolta acciughe salate.
Nella provincia di Ragusa, in particolare a Modica e a Ragusa, si trova la focaccia o scaccia, una versione di pizza ripiena molto simile alla scacciata catanese, e le cui origini sono rivendicate da entrambi i comuni. 
In tutto il sud est siciliano il vota vota rappresenta anche un altro nome che indica una pizza, chiamata sempre scaccia, arrotolata (votata) alle estremità farcita con le tradizionali ricette di pomodoro e prezzemolo o in altre varianti.

## Sicilian pizza
Negli Stati Uniti, in particolare fra le comunità italo-americane di Boston, del Connecticut, di New York, del New Jersey e di Utica (New York), con sicilian pizza si indica la versione americana dello sfincione che viene servito come cibo di strada in vaschette d'alluminio per l'asporto.

## In pizzeria
Le ricette delle pizze indicate come "pizza siciliana" hanno quasi sempre fra gli ingredienti uno o più fra acciughe sotto sale, capperi, olive, origano. Ma la caratteristica principale è soprattutto l'impasto, che nella pizza siciliana prevede l'utilizzo di una percentuale di farina di semola che è assente nella pizza napoletana, interamente realizzata con farina bianca.